# Rodolfo Prada
Rodolfo Prada Chamocín, (Peares , La Peroja, 28 de agosto de 1892 - Buenos Aires, 3 de noviembre de 1980) fue una destacada figura del galleguismo en la Argentina y presidente del Centro Gallego de Buenos Aires.

## Trayectoria
De profesión comercial en el ámbito de la industria farmacéutica, Prada es conocido por su activismo en el movimiento galleguista en la Argentina y, secundariamente, en toda Sudamérica. Fue miembro correspondiente de la Real Academia Gallega (en 1919) y secretario de la Casa de Galicia (en 1920), además de fundador de la revista Acción Gallega. Posteriormente (1924) sería redactor jefe del Correo de Galicia. Colaboró en el periódico Opinión Galeguista. Fue director del boletín El Orensano (del Centro Orensano de Buenos Aires) y de Opinión Gallega, y escribió numerosos opúsculos sobre diferentes temas gallegos y argentinos.
En 1938 fue elegido secretario del Centro Gallego de Buenos Aires, bajo la presidencia de Neira Vidal, e hizo importantes gestiones para conseguir el visado que permitió a Castelao residir en la Argentina, actuando como su protector durante los primeros años de exilio en este país. Fue uno de los fundadores de la Hermandad Gallega.

### Su relación con Castelao
Desde 1938 mantuvo una intensa correspondencia con Castelao, en la que este le hace partícipe de sus gestiones en el seno del Partido Galleguista, al tiempo que requiere su ayuda para solucionar los trámites burocráticos que impedían su residencia en la Argentina, algo que Castelao deseaba desde que si vio en el deber de abandonar España. A través de esta correspondencia, Prada le sirvió a Castelao de enlace con los colectivos de gallegos en todo el continente americano.
Castelao confiaba en Prada y así se lo manifestó repetidas veces. Así, cuando en diciembre de 1946 Rodolfo Llopis sustituyó a José Giral en la presidencia del Gobierno republicano en el exilio (radicado en París), y propuso la restauración monárquica, Castelao rechazó esta opción y se excluyó del Gobierno, mientras que los galleguistas del interior, encabezados por Ramón Piñeiro, la apoyaron y advirtieron a Castelao que su actitud no conducía la ningures, en un extenso informe atribuido a la mano del propio Piñeiro. Nace entonces el desencuentro entre las dos figuras que no si resolvió ni siquiera tras una entrevista que mantuvo Prada, en representación de Castelao, con Piñeiro, luego en la cadena.
En 1947 le dirigió una larga carta en la que le explicaba el fracaso de la tramitación del Estatuto de Galicia de 1936 y la intervención en este sentido de los socialistas de Prieto, luego manteniendo conversaciones con los monárquicos en busca de una restauración de Xoán de Borbón cómo salida al régimen franquista. Le confiesa también su indignación por la actuación de los galleguistas del interior que rechazaban la representación del Consejo de Galicia (que Castelao presidía) en el futuro político de Galicia.
Otra muestra de la íntima relación entre Prada y Castelao es el hecho de que, cuando en junio de 1949, sha con Castelao gravemente enfermo, le proponen intervenir en un acto con el gallo del aniversario del referéndum del Estatuto de 1936, Castelao comienza a escribir su discurso encamado, hasta que no puede más y tiene que dictarlo a Prada, que es quien remata de escribir el texto .